# Maurice Andréossi
Maurice Andréossi (* 1866 in Bergamo; † 1931 in Genf), auch Andreossi geschrieben, war ein Fotograf und der Begründer des ersten Kinos in der Schweiz.
Andréossi eröffnete nach dem Studium der Chemie in Genf ein Fotoatelier in der Stadt, das er 1895 wieder schloss, um im gleichen Jahr ein Diorama zu eröffnen. Ab dem Jahr 1896 zeigte er Filme, die er zunächst bei seinem Besuch der Brüder Lumière in Lyon kaufte. Von diesen erwarb er auch einen Projektionsapparat. Die erste Filmvorstellung fand am 25. Oktober 1886 im ehemaligen Café-Restaurant an der Ecke Rue du Vieux-Billard und Avenue du Mail in Genf statt.
Im Mai 1899 musste das Kino seine Türen schliessen, und Andréossi wandte sich wieder der Fotografie zu.